# Menida
Menida — род полужесткокрылых (подотряда клопов) из семейства настоящих щитников.

## Описание
Клопы в длину не превышают 11,5 мм. Боковые углы переднеспинки закруглённые, не уплощённые в виде лопастей.

## Систематика
В составе рода:
- Menida afghana Hoberlandt, 1984
- Menida apicalis (Dallas, 1851)
- Menida archias Linnavnorii, 1970
- Menida atkisoni
- Menida ceylanica Breddin, 1909
- Menida circumscripta
- Menida cockerelli Van Duzee, 1929
- Menida compta Linnavuori, 1976
- Menida consignata
- Menida decoratula
- Menida dilutior
- Menida disjecta (Uhler, 1860)
- Menida disparilis
- Menida distanti
- Menida distincta
- Menida eburnea Schouteden, 1964
- Menida elongata
- Menida formosa
- Menida fusca Motschulsky, 1861
- Menida gerataeckeri
- Menida gratiosa
- Menida guttata Schout.